# Josef Mayer (Eishockeyspieler)
Josef Werner „Beppi“ Mayer (* 22. Juni 1988 in Rosenheim) ist ein ehemaliger deutscher Eishockeytorwart.

## Karriere
Mayer begann seine Karriere im Alter von vier Jahren beim SB DJK Rosenheim. Dort durchlief er alle Nachwuchsmannschaften bis hin zur Schülermannschaft. Im Jahr 2003 entschied er sich zu einem Wechsel zum EV Landshut in die Deutsche Nachwuchsliga, mit der er die folgenden drei Jahre jeweils das Play-off-Heimrecht erreichte. In Landshut sammelte Mayer erste Erfahrungen im Profieishockey, indem er zweiter Torhüter hinter Sebastian Vogl, Jan Münster und Martin Cinibulk war. Vor der Saison 2006/07 verließ er Landshut und wurde vom Oberligisten EHC Klostersee verpflichtet, bei dem Mayer nach dem frühen Saisonende des Stammtorhüters Florian Hochhäuser die Rolle des ersten Torhüters einnahm und die restliche Saison absolvierte. Anschließend kehrte der 19-Jährige zum EV Landshut zurück, wo er der zweite Torhüter hinter Martin Cinibulk war. In der Saison 2007/08 kam er auf sieben Einsätze.
Ab 2008 spielte er als Ersatzmann von Christian Rohde bei den Ravensburg Towerstars, mit denen er in der Saison 2010/2011 die Meisterschaft gewann, ehe er im Juni 2011 zu seinem Heimatverein zurückkehrte.  Von Dezember 2013 bis zum Ende der Saison 2016/2017 stand er beim Bayernligisten und späteren Oberligisten EV Lindau unter Vertrag. In der Saison 2014/2015 gewann er mit dem EV Lindau die bayrische Eishockey-Meisterschaft.
Mayer spielte für alle bayerischen Auswahlmannschaften, sowie für Deutschland in den U16-, U17-, U18- und U20-Auswahlen.

## Erfolge und Auszeichnungen
- 2011 2. Eishockey-Bundesliga-Meister mit den Ravensburg Towerstars
- 2015 Bayernliga-Meister mit dem EV Lindau